# Podještědská pahorkatina
Podještědská pahorkatina je geomorfologický okrsek v severovýchodní části Zákupské pahorkatiny ležící v okresech Česká Lípa a Liberec, v Libereckém kraji. Území okrsku vymezují sídla Stráž pod Ralskem na jihozápadě, Osečná na jihovýchodě, Rynoltice na severu a Heřmanice v Podještědí na severozápadě. Významné je město Jablonné v Podještědí.

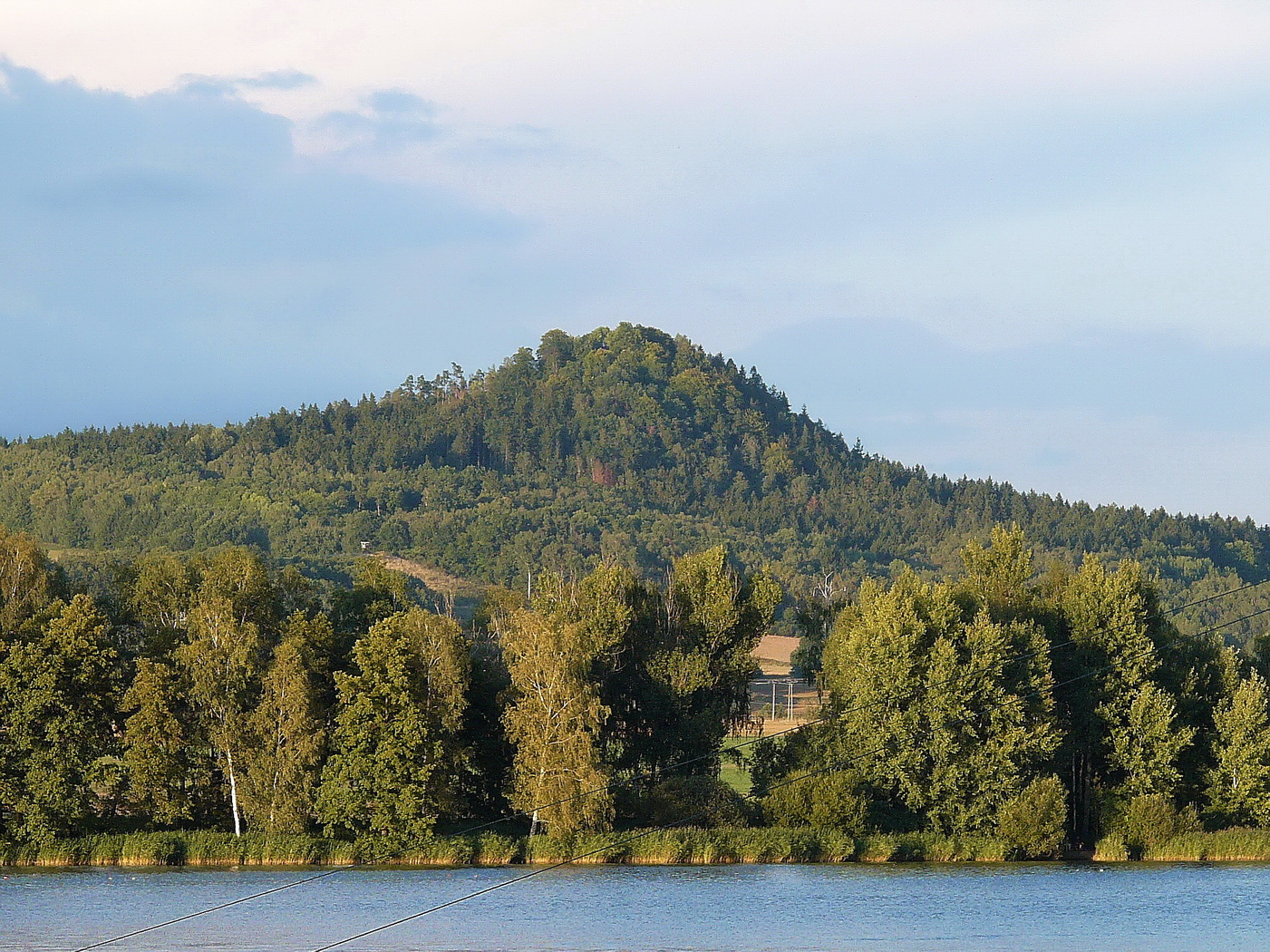
Útěchovický špičák nad Horeckým rybníkem

Okrsek zahrnuje chráněná území PP Stříbrník, CHKO Lužické hory (část), a PPk Ještěd (část).

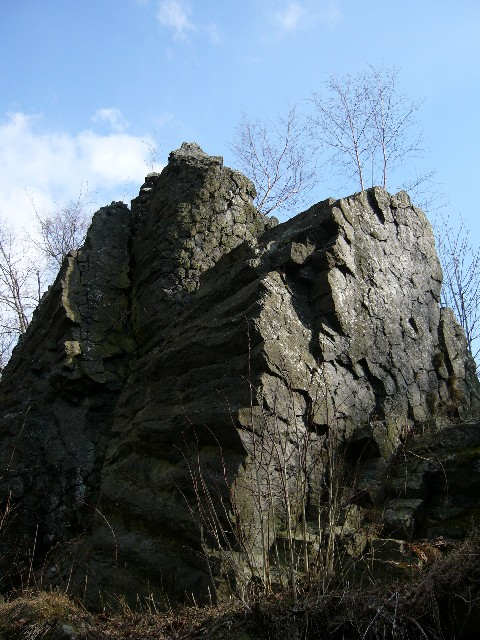
Čedičové skalky Stříbrníku

## Geomorfologické členění
Okrsek Podještědská pahorkatina náleží do celku Ralská pahorkatina a podcelku Zákupská pahorkatina. Dále se člení na podokrsky Rynoltická pahorkatina a Jablonská pahorkatina v severní části, Křižanská pahorkatina a Strážská kotlina v jižní části. Pahorkatina sousedí s dalšími okrsky Zákupské pahorkatiny (Cvikovská pahorkatina na západě, Kotelská vrchovina na jihu), s Ještědsko-kozákovským hřbetem na severovýchodě a Lužickými horami na severu.

## Významné vrcholy
Nejvyšším vrcholem Podještědské pahorkatiny je vrch Holubník s (563 m n. m.) při styku s Kotelskou vrchovinou a Ještědským hřbetem.
- Holubník (563 m), Křižanská pahorkatina
- Stříbrník (510 m), Křižanská pahorkatina
- Kostelní vrch (500 m), Rynoltická pahorkatina
- Útěchovický Špičák (500 m), Křižanská pahorkatina
- Pískové návrší (485 m), Rynoltická pahorkatina
- Buková (473 m), Rynoltická pahorkatina
- Krkavčí skály (472 m), Rynoltická pahorkatina
- Kamenný vrch (462 m), Jablonská pahorkatina
- Chrastenský vrch (452 m), Křižanská pahorkatina
- Stejskalův kopec (433 m), Křižanská pahorkatina
- Stříbrný vrch (433 m), Rynoltická pahorkatina
- Kamberk (399 m), Strážská kotlina
- Svárov (396 m), Křižanská pahorkatina
- Mlýnský vršek (384 m), Křižanská pahorkatina
- Zámecký vrch (356 m), Strážská kotlina